# Heinrich Hencky
Heinrich Hencky (Ansbach, 2 de novembro de 1885 — 6 de julho de 1951) foi um engenheiro alemão.
Estudou na Universidade Técnica de Darmstadt, onde obteve um doutorado em 1913. Seguiu para Carcóvia, para trabalhar em uma empresa ferroviária, onde foi preso no início da Primeira Guerra Mundial. Casou com uma russa em 1918.
Publicou sua habilitação sobre estabilidade de placas na Universidade Técnica de Dresden.
Em 1922 foi professor na Universidade Técnica de Delft por pouco tempo, permanecendo em Delft até 1929.
Em 1923 publicou sua famosa obra Über einige statisch bestimmte Fälle des Gleichgewichts in plastischen Körpern.
Foi professor de mecânica no Instituto de Tecnologia de Massachusetts (MIT), de 1930 a 1932.
Por recomendação de Boris Galerkin voltou à União Soviética em 1936. Trabalhou inicialmente no Instituto de Química em Carcóvia, seguindo depois para a Universidade de Moscou, no instituto de Sergey Ilyushin. Em 1938 foi repatriado para a Alemanha. Não era bem visto pelos nazistas devido sua grande experiência no estrangeiro. Com apoio de seu irmão foi engajado na MAN SE próximo a Mainz, onde permaneceu até morrer em consequência de queda em uma escalada.
É um dos pioneiros da mecânica do contínuo e da reologia.

## Publicações
- Der Spannungszustand in rechteckigen Platten. Munique e Berlim : R. Oldenbourg, 1913
- Über einige statisch bestimmte Falle des Gleichgewichts in plastischen Korpern. Z. Angew. Math. Mech, 1923
- Über die Form des Elastizitätsgesetzes bei ideal elastischen Stoffen. Zeitschrift für technische Physik, 9:215-220, 1928